# Leonardo Balerdi
Leonardo Julián Balerdi Rosa (ur. 26 stycznia 1999 w Villa Mercedes) – argentyński piłkarz, występujący na pozycji obrońcy we francuskim klubie Olympique Marsylia oraz w reprezentacji Argentyny. Wychowanek Boca Juniors, w trakcie swojej kariery grał także w Borussii Dortmund.